# Quintas (Einheit)
Quintas war ein nordafrikanisches Gewichtsmaß.
- 1 Quintas = 7 1/16 Gramm = 7,0625 Gramm